# Andrija Buvina
Andrija Buvina hrvatski je drvorezbar, kipar i slikar iz sredine 13. stoljeća čiji je rad usko vezan uz romanički period.
Njegov rad na drvenim vratima katedrale Svetog Dujma u Splitu najbolji je primjer romaničkog kiparstva u Hrvatskoj, a izradio ga je oko 1214. godine. Na tim se vratnicama nalazi i jedan od najstarijih prikaza Isusova rođenja u Hrvatskoj. To je njegovo jedino sačuvano djelo.
Buvinin rad su dvokrilna drvena vrata visine 530 cm na kojima je duborezom u orahovini izrezbareno 28 slika iz života Krista, odvojenih bogatim ukrasima (ornamentima). Smatraju se jednim od najvažnijih spomenika europske romaničke umjetnosti.
U čast Andrije Buvine tijekom održavanja Dana kršćanske kulture dodjeljuje se nagrada s njegovim imenom.